# Flughafen Magdeburg-Cochstedt
Flughafen Magdeburg-Cochstedt (IATA: CSO, ICAO: EDBC), er en regional lufthavn tæt på den lille by Cochstedt, 10 km vest for Staßfurt, 10 km nord for Aschersleben, i Landkreis Salzlandkreis, i delstaten Sachsen-Anhalt, Tyskland. Den ligger 30 km syd/vest for Magdeburg.

## Historie
Lufthavnen blev etableret af de sovjetiske tropper i 1957, og skabte en stor og aktiv base for deres luftvåben der var placeret i DDR.
Efter afslutningen af Den kolde krig og Tysklands genforening i 1990, gik byerne Staßfurt og Aschersleben sammen om at gøre den tidligere militær base klar til civil lufttrafik.
26. maj 1994 fik lufthavnen status som civil lufthavn, og havde tilladelse til at modtage starter og landinger hele døgnet. 
I perioden fra 1997 til 1999 etablerede man en ny forplads til flyene og et nyt kontroltårn blev bygget.
Instrumentlandingsudstyr blev installeret i juni 2000, så lufthavnen kunne modtage fly under alle vind- og vejrforhold. Sommeren 2001 kunne der indvies en ny brandstation og man påbegyndte byggeriet af en ny passagerterminal.